# Oxalis perineson
Oxalis perineson är en harsyreväxtart som beskrevs av Salter & Exell. Oxalis perineson ingår i släktet oxalisar, och familjen harsyreväxter. Inga underarter finns listade i Catalogue of Life.